# Connellan Airport

i7
i11
i13
Der Connellan Airport (auch Ayers Rock Airport, IATA-Code: AYQ, ICAO-Code: YAYE) ist ein etwa sieben Kilometer nördlich des australischen Hoteldorfes Yulara im Northern Territory gelegener Flughafen.

## Geschichte
Der Name geht auf den Unternehmer Edward Connellan (1912–1983) zurück, der 1959 die Erlaubnis erhielt, ein Motel zu eröffnen und eine Landebahn nördlich des Uluṟu zu betreiben. Der Flugplatz steht im Eigentum des Northern Territory Government und wurde an die Voyager Resorts and Hotels Pty Ltd, die der australischen GPT Group gehört, verleast.
Der Flughafen ist ein wichtiger Ausgangspunkt für Reisende auf dem Weg in den Uluṟu-Kata-Tjuṯa-Nationalpark. Der Connellan Airport wird ausschließlich für inneraustralische Flüge und als Basis für Rundflüge über den nahe gelegenen Nationalpark genutzt. Die nächstliegenden internationalen Flughäfen sind in Darwin (1926 km nördlich) und Adelaide (1582 km südlich).
Es werden die Städte Alice Springs, Cairns, Perth und Sydney angeflogen.